# Gradišče (gmina Videm)
Gradišče – wieś w Słowenii, w gminie Videm. W 2018 roku liczyła 44 mieszkańców.